# Jean-Pierre de Jouffroy
Pour les articles homonymes, voir Jouffroy.
Ne doit pas être confondu avec Jean-Pierre   Jouffroy.
Jean-Pierre de Jouffroy, né à Boulot dans la Haute-Saône en France le 20 juillet 1766 et mort le 30 septembre 1846 à Lille, est un général français de la Révolution et de l’Empire

## Biographie
Il commence sa carrière comme simple canonnier au régiment de La Fère, le 5 juin 1781. Il est nommé sergent le 20 avril 1786 puis sergent-major le 1er juin 1792.
Le 24 novembre 1792, il obtient les épaulettes de lieutenant en second. Il devient adjudant-major le 25 novembre 1793, capitaine le 17 février 1794, chef de bataillon le 17 juin 1797, et enfin colonel le 29 octobre 1803.
Le 23 juin 1811, il est promu au grade de général de brigade.
Il fait la campagne de 1792 à l'armée du Nord ; il assiste aux sièges de Namur, de Maestricht et à celui de Valenciennes, où il commande l'artillerie de la citadelle ; il y reçoit deux blessures et est fait prisonnier avec la garnison. Rendu à la liberté, il se trouve au siège de Lyon à la direction des batteries d'attaque. Nommé capitaine de 1re classe, il passe à l'armée des Pyrénées-Occidentales, où il fait les campagnes de 1793 à 1795. Le 27 novembre 1793, il reçoit un coup de feu au siège de Fontarabie.
Il fait ensuite les campagnes de 1797 à 1800 sur les côtes de Brest et à Belle-Île-en-Mer. En 1796, il est nommé sous-directeur du parc d'artillerie de l'expédition d'Irlande, il mouille pendant quinze jours dans la baie de Bantry.
En 1800, il passe à l'armée du Rhin, et se trouve à Landau. En 1803, il se trouve en Hollande, il y reçoit l'ordre de se rendre à Lille pour prendre la direction d'artillerie de cette place.
Colonel-directeur du parc d'artillerie du 3e corps, sous les ordres du maréchal Davout, il fait les campagnes de 1805 à 1811 à la Grande Armée en Allemagne, en Autriche, en Prusse et en Pologne ; il se trouve aux batailles d'Austerlitz, d'Auerstaedt, d'Eylau et de Wagram. L'Empereur le fait baron de l'Empire le 9 décembre 1809, et général de brigade le 23 juin 1811 avec les titres d'inspecteur-directeur général de l'artillerie.
Pendant la campagne de Russie en 1812, il appartient au 1er corps commandé par le prince d'Eckmulh en qualité de directeur général du parc d'artillerie.
Il assiste aux batailles de la Moskowa, de Krasnoé, de la Bérésina. Pendant une partie de la retraite, il est chargé du commandement du parc d'artillerie du 1er corps, et a le bonheur de le sauver d'une perte totale près de Krasnoé par une marche de dix lieues à travers champs.
En 1813, il organise et commande l'artillerie du 13e corps et de la 32e division militaire, toujours sous les ordres du maréchal Davout. Il crée à Hambourg tout le matériel d'artillerie nécessaire à la défense de cette place, et se trouve aux combats des 9 et 17 février 1814 dans les îles de Wilhelmsbourg.
Il a 49 ans lorsqu'on le met à la retraite le 1er janvier 1816. Rétabli dans le cadre de réserve le 1er avril 1831, il est remis à la retraite, pour raison d'âge, le 1er mai 1832.
Durant ce temps, rendu à la vie privée, il habite toujours Lille. On le voit ainsi, pendant vingt-sept ans, président du bureau de bienfaisance de la ville de Lille.
Il est mort à Lille le 30 septembre 1846.
Il devient chevalier de la Légion d'honneur à la création le 12 décembre 1803, il est nommé officier le 15 juin 1804 et commandeur le 7 juillet 1807.
Le roi Louis XVIII le proclame chevalier de Saint-Louis le 19 juillet 1814. Il devient peu de temps après commandant de l'École d'artillerie de Douai.

## Source partielle
« Jean-Pierre de Jouffroy », dans Charles Mullié, Biographie des célébrités militaires des armées de terre et de mer de 1789 à 1850, 1852 [détail de l’édition]